# Marnus Schoeman
Pas d'image ? Cliquez ici

a Compétitions nationales et continentales officielles uniquement.

b Matchs officiels uniquement.
Dernière mise à jour le 10 mars 2025.
Marnus Schoeman, né le 9 février 1989 à Edenvale dans la province du Gauteng, est un joueur de rugby à XV sud africain évoluant au poste de troisième ligne aile.

## Biographie
Marnus Schoeman joue la Vodacom Cup avec les Blue Bulls avant de disputer simultanément le Super Rugby avec les Bulls et Lions, ainsi que la Currie Cup, les Griquas, les Pumas et les Golden Lions.
Marnus Schoeman remporte la Vodacom Cup en 2015 avec les Pumas, et est finaliste du Super Rugby en 2018 avec les Lions ainsi que de la Currie Cup en 2019 avec les Golden Lions.
Il s'engage au FC Grenoble pour deux saisons à partir de juillet 2021.

## Palmarès
- Super Rugby :
  - Finaliste (1) : 2018 (Lions)
- Currie Cup :
  - Finaliste (1) : 2019 (Golden Lions)
- Vodacom Cup :
  - Vainqueur (1) : 2015[3] (Pumas)
- Championnat de France de Pro D2 :
  - Vice-champion (1) : 2023 (FC Grenoble)
- Barrage d'accession au championnat de France :
  - Finaliste (1) : 2023 (FC Grenoble)